# Чен Лінь (поет)
Чен Лінь (*陈琳, 160 —217) — китайський політик та поет часів занепаду династії Хань, один із «Семи мужів».

## Життєпис
Походив із знатного роду. Замолоду розпочав кар'єру при відомому військовикові Хо Цзіні, став його радником. У 189 році, коли Хо планував знищити євнухів з імператорського палацу, але його порада не була прийнята. Зрештою змова провалилася, а Хо Цзіня стратили. Після цього Чен Лінь перейшов на службу до Юань Шао.
У 200 році брав участь у вирішальній битві проти Цао Цао при Гуанду, де Юань Шао зазнав поразки, а Чен потрапив у полон. З огляду на популярність Чен Ліня як поета, Цао Цао його не стратив, а запросив до свого почту. З цього моменту Чень Лінь перебував при Цао Цао.
Поет помер під час мору у 217 році. Могила його знаходиться біля м. Хуаянь (провінція Цзянсу).

## Творчість
Входив до «Семи мужів», групи поетів, що діяли в часи падіння династії хань та початки Трицарства. Складав свої вірші у жанрі юефу. Більшість віршів загублено. Найвідомішим є «Біг води у проломі Великої Стіни».